# Muara Gula Baru
Muara Gula Baru is een bestuurslaag in het regentschap Muara Enim van de provincie Zuid-Sumatra, Indonesië. Muara Gula Baru telt 836 inwoners (volkstelling 2010).